# 第四脳室
第四脳室（だいよんのうしつ、英: fourth ventricle）とは、脳幹と小脳に挟まれた空間を指す。吻側では中脳水道を介して第三脳室に、尾側では脊髄の中心管につながり、脳脊髄液（cerebrospinal fluid、以下CSF）の通り道になっている。
第四脳室は、平らな菱形窩と、菱形窩の周りから小脳に延びる上髄帆・下髄帆の間でテントのような形になっている。その壁になっているものは以下のとおり。
- 腹側：菱形窩、すなわち橋と延髄の背側面。菱形窩は第四脳室の「底」と表現されることが多い。菱形と呼ばれるとおり、正中と左右軸沿いに対角線を持つ四角形と見ることができる。そのとき上の2辺は上小脳脚の内側縁、下の2辺は後索核の吻側縁である。菱形窩にみられる構造物について、詳しくは延髄を参照されよ。
- 背側の吻側半分：上髄帆と上小脳脚。上髄帆は左右の上小脳脚の間に張られた幕のような薄い板で、中脳水道が第四脳室に開く部分までを隙間なく覆っている。
- 背側の尾側半分：下髄帆と下小脳脚。下髄帆は左右の下小脳脚の間にある薄い板だが、小脳に接する部分で外側に広がり、その先端は外側口（ルシュカ孔）と呼ばれる開口になっている。下髄帆の正中近くと、小脳に接する部分には、血管に富んだ脈絡叢が貼りついているが、その両外側はルシュカ孔から第四脳室の外へはみ出している。はみ出した部分にはボホダレクの花籠という通称がある。下髄帆には正中の延髄に接する部分にも正中口（マジャンディ孔）と呼ばれる開口がある。

側脳室の脈絡叢で作られたCSFは第三脳室のあと第四脳室を通り、中心管の中で脊髄を下るほかはルシュカ孔とマジャンディ孔からクモ膜下腔に出る。クモ膜は小脳の尾側面で深く折れ込まないで脊髄のあたりまでなだらかに延びているので、クモ膜下腔は延髄後面と小脳の間で若干広がっている。この部分を小脳延髄槽と呼ぶ。ルシュカ孔・マジャンディ孔から出たCSFは小脳延髄槽に流れ込むと言える。

## 画像

第四脳室の位置を様々な角度から眺めた動画。赤い所が第四脳室。（画像出典：Anatomography）